# Aleksandra Ostrowska
Aleksandra Ostrowska (ur. 19 grudnia 1997) – polska lekkoatletka specjalizująca się w rzucie oszczepem.

## Kariera sportowa
Piąta zawodniczka igrzysk olimpijskich młodzieży w Nankin (2014). W 2015 sięgnęła po brązowy medal mistrzostw Europy juniorów w Eskilstunie.
Medalistka mistrzostw Polski kadetów oraz juniorów. Stawała na podium ogólnopolskiej olimpiady młodzieży.
Rekord życiowy: 56,24 (19 lipca 2015, Eskilstuna).

## Osiągnięcia
| Rok  | Impreza                                                    | Miejsce    | Lokata               | Wynik |
| ---- | ---------------------------------------------------------- | ---------- | -------------------- | ----- |
| 2014 | Europejskie kwalifikacje do igrzysk olimpijskich młodzieży | Baku       | 7. miejsce           | 51,65 |
| 2014 | Igrzyska olimpijskie młodzieży                             | Nankin     | 5. miejsce           | 51,79 |
| 2015 | Mistrzostwa Europy juniorów                                | Eskilstuna | 3. miejsce           | 56,24 |
| 2018 | Puchar Europy w rzutach                                    | Leiria     | 6. miejsce (grupa B) | 52,50 |
| 2019 | Puchar Europy w rzutach                                    | Šamorín    | 16. miejsce (U-23)   | 46,71 |